# Оп (Алабама)
Оп (енгл. Opp) град је у америчкој савезној држави Алабама. По попису становништва из 2010. у њему је живело 6.659 становника.

## Демографија
Према попису становништва из 2010. у граду је живело 6.659 становника, што је 52 (0,8%) становника више него 2000. године.
| Група             | 2000.         | 2010.         |
| Белци             | 5.469 (82,8%) | 5.357 (80,4%) |
| Афроамериканци    | 1.038 (15,7%) | 1.110 (16,7%) |
| Азијати           | 15 (0,2%)     | 19 (0,3%)     |
| Хиспаноамериканци | 45 (0,7%)     | 62 (0,9%)     |
| Укупно            | 6.607         | 6.659         |